# Redemptoris custos

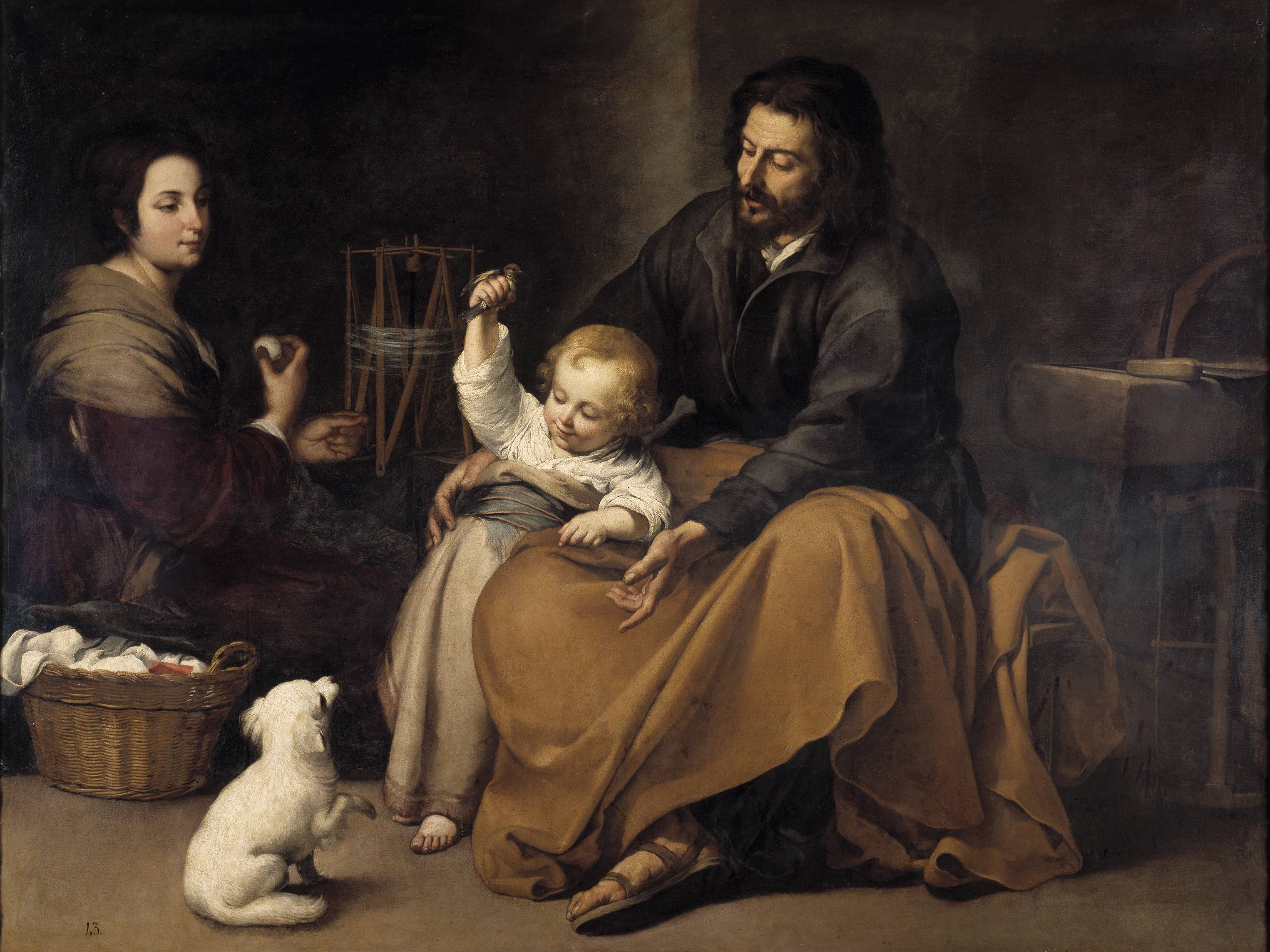
A Sagrada Família com um Pássaro, de Bartolomé Esteban Murillo, c. 1650

Redemptoris Custos (Guardião do Redentor) é o título de uma exortação apostólica do Papa João Paulo II sobre São José. Foi entregue em 15 de agosto de 1989 na Basílica de São Pedro, em Roma, por ocasião do centenário da encíclica Quamquam pluries do Papa Leão XIII.
O conhecido Josefologista Padre Tarcisio Giuseppe Stramare, da Congregação dos Oblatos de São José, foi um dos principais colaboradores na preparação da Redemptoris Custos. Esta exortação faz parte dos "documentos de redenção" emitidos pelo Papa João Paulo II e faz referência à encíclica mariana Redemptoris Mater. Ele discute a importância de São José na Sagrada Família e apresenta a visão do papa sobre o papel de São José no plano de redenção. João Paulo II posiciona São José como rompedor do antigo vício da dominação paterna familiar e o sugere como modelo de pai amoroso.

## Conteúdo
A exortação tem seis partes principais:
- I. O Retrato do Evangelho
- II O guardião do mistério de Deus
- III. Um homem justo, um marido
- 4. Trabalho como expressão de amor
- V. O primado da vida interior
- VI. Patrono da Igreja em nossos dias

Neste documento, João Paulo II reenfatizou elementos-chave de Quamquam Pluries relativos à posição de São José na Igreja e sua conexão com Maria, que ele já havia reconhecido em sua encíclica Redemptoris Mater. Ele escreveu:
“Junto com Maria, José é o primeiro guardião deste mistério divino. Junto com Maria, e em relação a Maria, ele participa desta fase final da auto-revelação de Deus em Cristo e o faz desde o início.”  "Os Evangelhos descrevem claramente a responsabilidade paternal de José para com Jesus. Pois a salvação - que vem por meio da humanidade de Jesus - se realiza em ações que fazem parte do cotidiano da vida familiar... Toda a chamada vida "privada" ou "oculta" de Jesus é confiada à tutela de José."
O Papa João Paulo II destacou que, como guardião legal do menino Jesus, José cumpriu todas as obrigações que isso implicava: circuncidar seu filho de acordo com a lei, conferir-lhe um nome e apresentá-lo no Templo no tempo prescrito.
O crescimento de Jesus "em sabedoria e estatura, e na graça de Deus e dos homens" (Lc 2, 52) aconteceu no seio da Sagrada Família sob os olhos de José, que tinha a importante tarefa de "criar" Jesus, isto é, alimentando, vestindo e educando-o no Direito e no comércio, de acordo com os deveres de um pai. ... Por sua vez, Jesus «lhes foi obediente» (Lc 2, 51), retribuindo respeitosamente o afeto dos seus 'pais'. Desejava assim santificar as obrigações da família e do trabalho que cumpria ao lado de José.
A Igreja venera a Sagrada Família e a propõe como modelo de todas as famílias. “Nesta família, José é o pai: sua paternidade não é aquela que deriva da prole, mas também não é uma paternidade“ aparente ”ou meramente“ substituta”. Pelo contrário, é aquele que compartilha plenamente da autêntica paternidade humana e da missão de um pai na família.
“O que é crucialmente importante aqui é a santificação da vida cotidiana, uma santificação que cada pessoa deve adquirir de acordo com seu próprio estado e que pode ser promovida de acordo com um modelo acessível a todas as pessoas”. João Paulo II então citou seu predecessor, o Papa Paulo VI. «São José é o modelo dos humildes que o cristianismo eleva a grandes destinos; ... é a prova de que para ser bom e genuíno seguidor de Cristo não há necessidade de grandes coisas - basta ter as virtudes comuns, simples e humanas, mas precisam ser verdadeiras e autênticas”.
Recordando Quamquam pluries, o Papa João Paulo II voltou a sublinhar que a Igreja implorou a proteção de São José com base "naquele sagrado vínculo de caridade que o unia à Imaculada Virgem Mãe de Deus", e que a Igreja recomendou a José todos os seus cuidados, incluindo aqueles perigos que ameaçam a família humana. «Além de confiar na proteção segura de José, a Igreja confia também em seu nobre exemplo, que transcende todos os estados de vida individuais e serve de modelo para toda a comunidade cristã, sejam quais forem as condições e deveres de cada um de seus membros». José é o modelo de obediência, o homem conhecido por ter cumprido fielmente os mandamentos de Deus.
Em 1999, os Oblatos de São José nomearam seu novo Santuário São José o Guardião do Redentor após esta exortação apostólica.